# 윌리 넬슨
윌리 휴 넬슨(Willie Hugh Nelson, 1933년 4월 29일 ~ )은 미국의 음악가, 음악 프로듀서, 배우, 사회운동가이다. 찬사받은 음반 《Shotgun Willie》 (1973), 상업적·평론적으로 성공한 《Red Headed Stranger》 (1975), 《Stardust》 (1978)를 통해 넬슨은 컨트리 음악에서 가장 유명한 인물로 꼽히고 있다. 내슈빌 사운드의 고루한 관습에 반기를 든 아웃로 컨트리의 핵심적 인물 중 한 명으로써 컨트리 음악의 세부장르를 1960년 말부터 개척했다. 30편이 넘는 영화에서 연기하고, 여러 책을 공저하고, 바이오연료 통용과 대마초 합법 운동에 참여했다.
대공황 시기 출생해 조부모님의 손에 키워졌으며, 7세 즈음 첫 곡을 작곡하고 10세 되어서는 자신의 첫 밴드에 영입되었다. 고교 시절에는 지역 중심으로 밴드 보헤미안 폴카(Bohemian Polka)와 순회공연을 했고 리드 싱어와 기타 연주자로 활동했다. 1950년 고등학교를 졸업하고 공군에 입대했으나 등 문제로 제대했다. 그 뒤 베일러 대학에서 2년간 재학했으나 음악적 성공으로 중퇴했다. 그즈음 텍사스주 라디오 방송국에서 디스크자키와 홍키통크 음악을 하는 가수로 일했다. 워싱턴주 밴쿠버로 이사한 뒤인 1956년 〈Family Bible〉를 쓰고 〈Lumberjack〉를 녹음했다. 1958년 텍사스주 휴스턴으로 넘어가 D 레코드와 계약을 체결했다. 에스퀘이어 볼룸에서 주간으로 노래를 부르고 디스크자키로 일했다. 이때 컨트리 스탠더드로 자리잡는 몇 곡을 쓰는데, 〈Funny How Time Slips Away〉, 〈Hello Walls〉, 〈Pretty Paper〉, 〈Crazy〉 등이다. 1960년 테네시주 내슈빌로 이동해 이후 팸퍼 뮤직과 출판 계약을 했고, 그 회사는 그를 레이 프라이스 밴드의 베이시스트로 합류시킨다. 1962년 첫 음반 《...And Then I Wrote》을 녹음했다. 이러한 성공의 나날에서 1964년 RCA 빅터와 계약했고 그 이듬해 그랜드 올 오프리에도 합류했다. 이후 1960년대 말과 1970년 초까지 차트 중반까지 진입하는 히트를 하던 가운데 1972년 은퇴를 선언하고 텍사스주 오스틴으로 이사했다. 오스틴의 활동적인 음악 신에 고무되어 은퇴를 번복하고 아르마딜로 월드 헤드쿼터에서 주기적인 공연을 선보였다.
1973년, 아틀렌틱 레코드와 계약한 후 아웃로 컨트리로 전향해 《Shotgun Willie》, 《Phases and Stages》 등 음반을 발표했다. 1975년, 컬럼비아 레코드로 이적해 《Red Headed Stranger》를 발표, 극찬을 받는다. 동년, 또다른 아웃로 음반 《Wanted! The Outlaws》을 웨일런 제닝스, 제시 콜터, 톰폴 클레이서와 제작한다. 1980년대 중엽 여러 히트 음반 (예: 《Honeysuckle Rose》), 여러 히트곡 (예: 〈On the Road Again〉, 〈To All the Girls I've Loved Before〉, 〈Pancho and Lefty〉)을 제작했으며, 동료 가수 자니 캐시, 웨일런 제닝스, 크리스 크리스토퍼슨이 소속된 슈퍼그룹 더 하이웨이멘에 가입한다.
1990년, 그가 3천 2백만 달러의 부채가 있다고 주장한 국세청에 의해 자산이 압류되었다. 그의 상당한 빚 지불의 어려움은 1980년대 감행한 나약한 투자가 한 원인이었다. 1992년 발표한 더블 앨범 《The IRS Tapes: Who'll Buy My Memories?》의 수익 및 넬슨의 자산경매가 부채를 완전 탕감한다. 1990년대에서 2000년대 사이에는 지속된 대대적 순회공연을 진행하고 매년 새 음반을 발표했다. 그 평가는 긍정에서 혼합까지 망라한다. 레게, 블루스, 재즈, 포크 등 장르를 탐구했다. 1979년 영화 《일렉트릭 호스맨》을 통해 영화 첫 출연을 했고 이후로도 영화 및 텔레비전에서 다양하게 출연했다. 넬슨은 주요 진보운동가이자 대마초 합법화를 주장하는 마리화나법률개혁협회(약칭 NORML) 자문위원회의 공동의장이다. 환경 분야에서, 넬슨은 식물 기름을 제조하는 바이오디젤 브랜드 윌리 넬슨 바이오디젤의 경영자이다. 또한 텍사스주 공식 음악 자선단체 텍사스 뮤직 프로젝트의 자문위원회의 명예 회장이다.
2013년도에 버클리 음악 대학에서 명예박사 학위를 수여받았다.

## 필모그라피

### 영화
- 왝 더 독

### TV
- 탐정 몽크 시즌 1 Mr. Monk and the Red Headed Stranger - 윌리 넬슨 역